# Cirkuše
Cirkuše – wieś w Słowenii, w gminie Litija. W 2018 roku liczyła 37 mieszkańców.